# Montbeton

Montbeton este o comună în departamentul Tarn-et-Garonne din sudul Franței. În 2009 avea o populație de 3.445 de locuitori.

## Evoluția populației
| An        | 1975  | 1982  | 1990  | 1999  | 2006  | 2009  |
| --------- | ----- | ----- | ----- | ----- | ----- | ----- |
| Populație | 1.324 | 1.458 | 1.786 | 2.111 | 3.179 | 3.445 |